# VF-301
Il Fighter Squadron 301 o VF-301 era un'unità dell'aviazione della United States Naval Reserve in servizio dal 1970 al 1994. Il soprannome dello squadrone era "Devil's Disciples" (Discepoli del diavolo).

## Storia
Il VF-301 è stato attivato il 1º ottobre 1970 e assegnato alla Carrier Air Wing Reserve 30 (CVWR-30) (codice di coda "ND") presso la Naval Air Station Miramar, California.

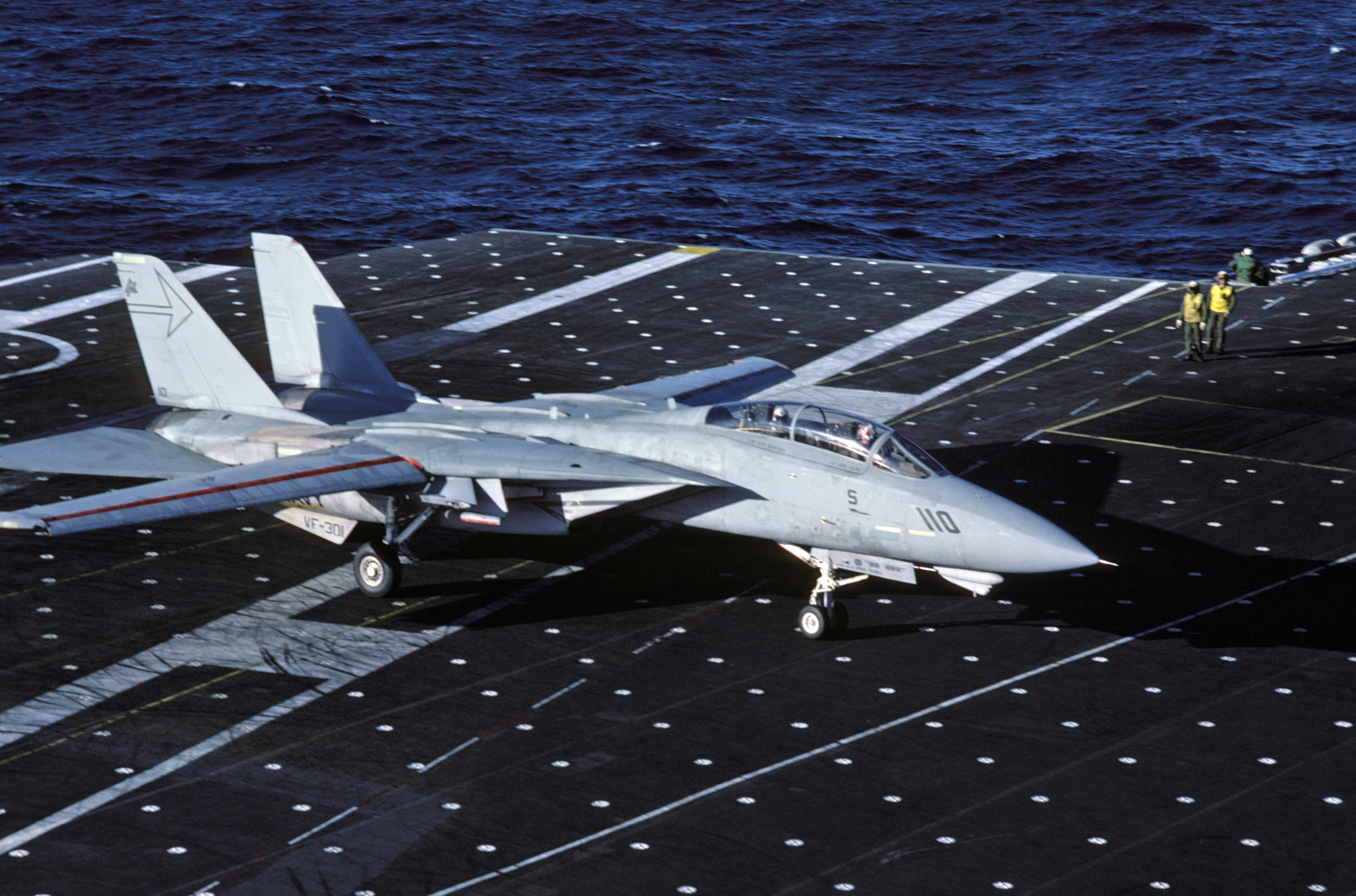
Un F-14A sulla USS Constellation nel 1987

Lo squadrone pilotò per la prima volta l'F-8L Crusader e successivamente passò all'F-4B Phantom nel 1974. Il loro tempo con i modelli B fu breve e il VF-301 ricevette presto l'F-4N nel febbraio 1975. Nel 1980, VF-301 ricevette la variante F-4S, la più avanzata della Marina degli Stati Uniti. Nell'ottobre 1984 l'unità passò all'F-14A Tomcat. Lo squadrone fece il suo primo schieramento con l'F-14A il 21 aprile 1985, con cinque velivoli in visita a MCAS Yuma, Arizona per l'addestramento aria-aria contro i caccia F-21A Kfir del Corpo dei Marines degli Stati Uniti del Marine Fighter Training Squadron 401 (VMFT-401). In quel momento, lo squadrone stava ancora passando all'F-14 e non fu fino al 4 agosto dello stesso anno che l'intero squadrone fu in grado di schierarsi a NAS Fallon, in Nevada, per l'addestramento delle ali aeree.
I primi atterraggi di portaerei dei Devil's Disciples furono a bordo della USS Ranger. L'ulteriore addestramento del vettore era limitato, ma includeva il tempo a bordo della USS Enterprise tra il 10 e il 22 agosto 1988. Più tardi nella sua vita lo squadrone divenne il primo squadrone della Naval Air Reserve a sganciare ordigni aria-terra, in particolare bombe Mk 84 e Mk 20 munizioni a grappolo.
Dopo 24 anni di servizio, VF-301 è stato sciolto l'11 settembre 1994, contemporaneamente allo squadrone gemello VF-302, a causa dei tagli di bilancio post-Guerra Fredda in cui la Marina ha deciso di sacrificare gli squadroni F-14 di riserva per mantenere la Marina regolare F- 14 squadroni operativi. Presto sarebbe seguita la disattivazione del resto del CVWR-30. Durante questi 24 anni VF-301 aveva acquisito un record di sicurezza eccezionale, volando per 71.322,4 ore senza incidenti di Classe A, stabilendo un nuovo record per gli squadroni tattici della Marina.

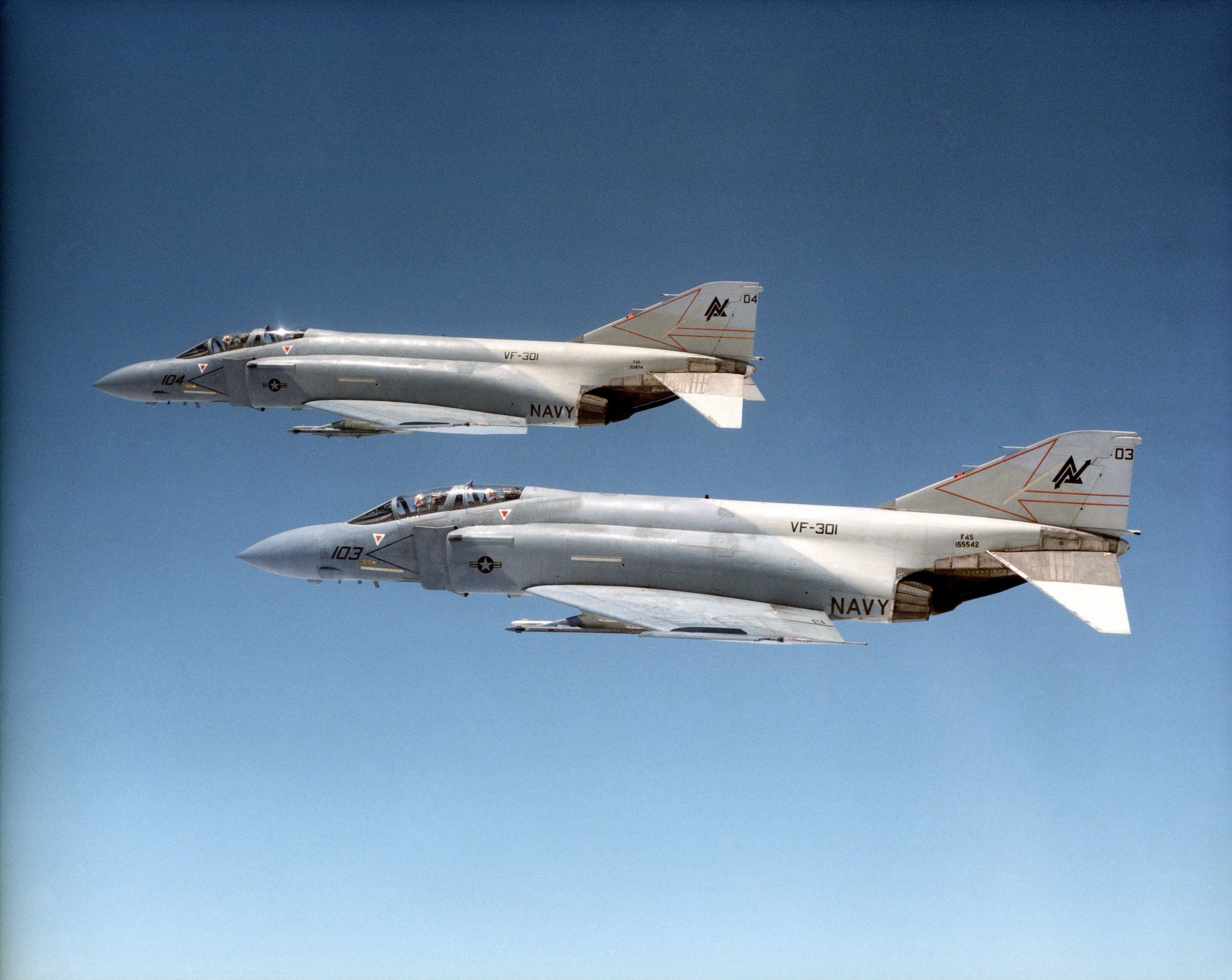
Due F-4S del VF-301